# Ikegami
Ikegami Tsushinki Co., Ltd. (池上通信機株式会社, Ikegami Tsūshinki Kabushiki-gaisha) is een uit Japan afkomstige fabrikant van diverse professionele video- en televisie-elektronica. Veel experts zien Ikegami als de top wat betreft televisiecamera's. Ikegami werkt samen met Avid en de beide bedrijven hebben samen de EDITcam gelanceerd. Een camera welke op verwisselbare harddrives beelden vastlegdt. In Nederland gebruiken onder andere United Broadcast Facilities, Toonder studios en veel freelance cameramensen Ikegami camera's.
De reden hiervoor is te vinden in de uitvindingen van Ikegami op het gebied van signaal-processing. Op twee gebieden zijn er patenten ontwikkeld die je niet snel zult terugvinden bij een ander (groot) merk camera.
Het eerste is AUTO KNEE. Waar een doorsneecamera hoog licht (uitbleken) vertaalt in het gebrek aan kleur en helderheid, een wit voorhoofd, biedt AUTO KNEE een compressietechniek toe waardoor dit gebrek aan contrast wordt gecompenseerd door hoge belichtingsgebieden te comprimeren. Hierdoor wordt een uitgebleekt voorhoofd niet uitgebleekt en blijft van kleur voorzien. Een gammacorrectie zowel in het luminantie- als in het chrominantiegebied.
Het andere gebied is de kleurtemperatuur. Een cameraman die van daglicht naar kunstlicht loopt met zijn camera zal doorgaans een probleem ondervinden met de kleurtemperatuur. Ikegami heeft een matrix ontwikkeld die dit dilemma vanzelf oplost. Aan het einde van deze matrix wordt bepaald wat wit is (white balance) en deze informatie wordt teruggestuurd naar de processoren die de kleurinformatie ontvangen van de camera.
Uitvindingen die nog steeds niet zijn terug te vinden in de camera's van andere merken, ook niet in consumenten of HD camera's, hoe duur en sophisticated ook.
Naast deze lucratieve voordelen voor cameramensen biedt de Ikegami ook een heel warme (Japanse) kleurtemperatuur. De huidskleur is perfect (altijd een probleem bij videocamera's) maar daarnaast biedt het ook een warm aanvoelend kleurenspectrum, dat bij andere merken camera's als koel kan worden beschouwd (blauw, kil)
Een ander facet van de Ikegami kwaliteit is de filmkorrel. Waar video-beeldchips altijd rasters vormen wanneer men de gain beeldversterking toepast, daar laat Ikegami een vliegende korrel zien, alsof men een 16mm film gebruikt. Een vliegende korrel wordt door de kijker als authentiek ervaren, terwijl een chip-raster als goedkoop en gemanipuleerd (typisch video, technocratisch) wordt ervaren.
Bekende modellen zijn de HL-V55 Betacam SP-camcorder, de HL57 topper, de HK-466 4 chip studio camera en de nieuwe HDK-790 series HD camera's. Succesvol zijn ook de DVCAM-modellen HL DV5 en HL DV7. De beeldkwaliteit is minder dan de topmodellen, maar daartegenover staat 3 uur opnemen op 1 tape, ideaal voor reportages in het buitenland.
Omroepen in Nederland die veel met Ikegami werken zijn de VPRO en SBS6 en enkele regionale omroepen.